# Steinkiste von Ardcroney
Die Steinkiste von Ardcroney liegt westlich des Dorfes Ardcroney, im County Tipperary in Irland. Ardcroney ist eine irische Steinkiste vom Typ Linkardstown.
Die 1977 von Wallace ausgegrabene Kiste liegt zentral in einem teilweise gestörten Rundcairn von etwa 20,0 m Durchmesser, der ursprünglich einen Durchmesser von etwa 33,0 m hatte. Die polygonale Kiste misst 1,75 m × 1,4 m und ist 0,7 m hoch. Nach innen geneigte Platten bilden die schrägen Langseiten. Zwei aufrechte Steine bilden die schmalen Enden und eine große Platte das Dach.
Auf dem gepflasterten Boden der Kammer wurden von Wallace die Skelette zweier Männer und ein dekoriertes Keramikgefäß gefunden. Die Datierung der Knochen ergab ein Alter von etwa 2725 v. Chr.
Ein gutes Beispiel eines Gorget stammt auch aus Ardcrony.
In der Nähe liegt das Portal Tomb von Ardcroney.